# Rood Kasteel (Guigoven)

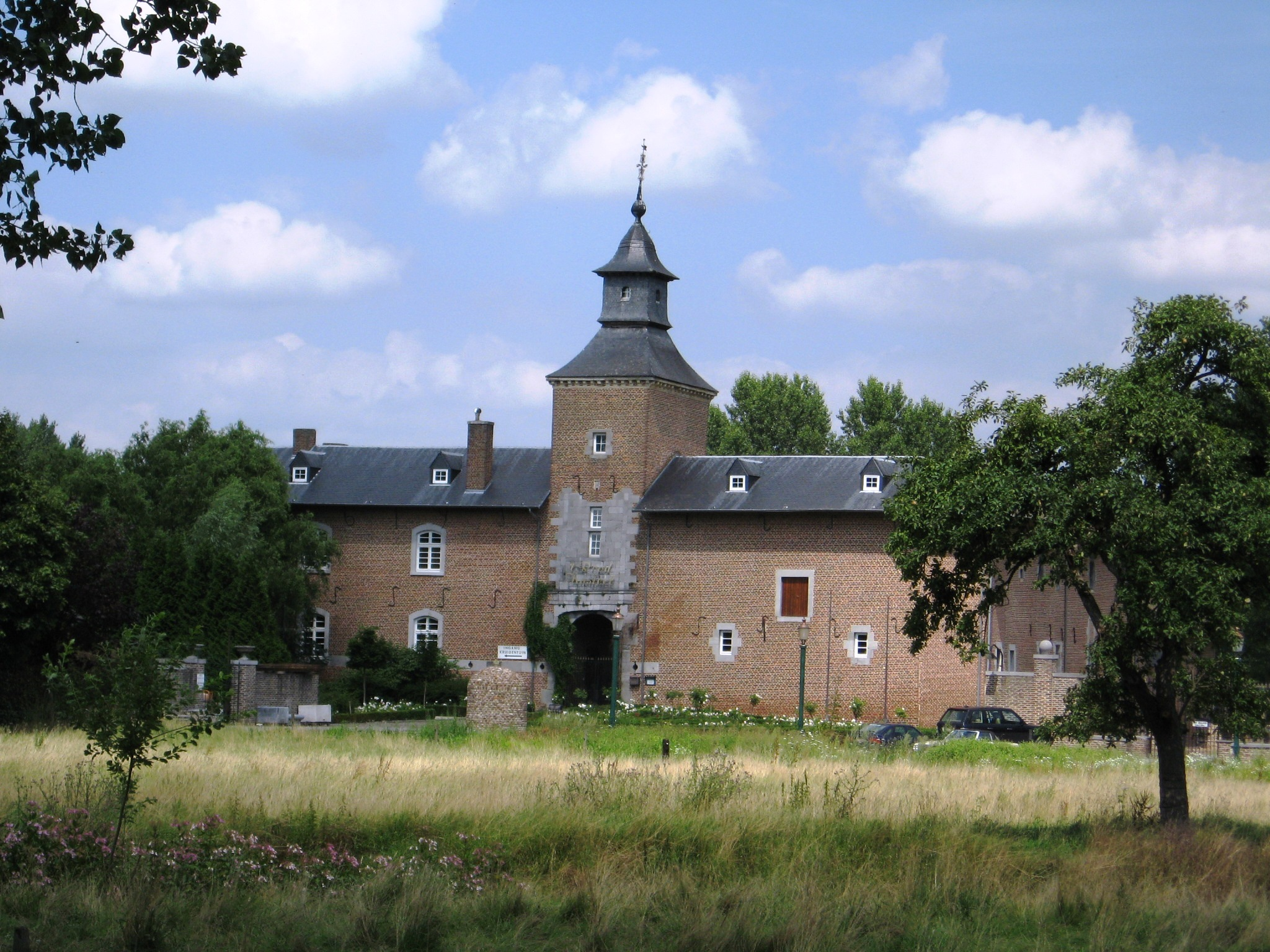
Rood Kasteel

Het Rood Kasteel is een kasteel aan de Kasteelstraat te Guigoven in Belgisch Limburg, in het dal van de Mombeek. Het was de zetel van de heren van Guigoven.

## Geschiedenis
Het kasteel, dat reeds in de 13e eeuw werd vermeld, was oorspronkelijk een waterburcht. De gracht om de burcht, die werd gevoed door de Mombeek en een naburig bronnetje, werd in de 19e eeuw gedempt, op de huidige vijver na. De burcht werd zwaar beschadigd tijdens de oorlogen in de tweede helft van de 16e eeuw. Vanaf de 17e eeuw tot en met de 19e eeuw werd het kasteel meer en meer omgebouwd tot een kasteelhoeve zonder militaire functie.
Het kasteel is een U-vormig gebouw. De voorgevel is gedeeltelijk in Maaslandse renaissancestijl. Er is een poorttoren met ingesnoerde naaldspits tussen het woongedeelte en de stallen. Het benedengedeelte van deze poorttoren is in kalksteen en stamt uit begin 17e eeuw; de rest in baksteen en is 18e-eeuws. Hier is ook een beeld ingemetseld waarvan de oorsprong niet bekend is. Het woonhuis is uit 1619 en vormt het oudste deel van het huidige kasteel.
Abdij van Hocht · Abdij van Sinnich · Alden Biesen · Bethaniakasteel · Burcht van Kolmont · Burcht van Bergkelder · Burcht van Loon · Commanderij van Gruitrode · Commanderij van Sint-Pieters-Voeren · De Fonteinhof · De Kapelhof · De Klee · De Termottenhof · Domein Luciebos · Rood Kasteel · Het Wit Kasteel · Hof de Méan · Kasteel Altenbroek · Kasteel Bellevue · Kasteel Borghoven · Kasteel Borgitter · Kasteel Brustem · Kasteel Carolinaberg · Kasteel d'Aspremont-Lynden · Kasteel Daalbroek · Kasteel de Borman · Kasteel de Brouckmans · Kasteel De Burg · Kasteel de Fauconval · Kasteel de Geuzentempel · Kasteel De Motte · Kasteel Den Dool · Kasteel de Pierpont · Kasteel De Schans · Kasteel Dessener · Kasteel van Duras · Kasteel Edelhof · Kasteel Engelhof · Kasteel Gasterbos · Kasteel Genenbroek · Kasteel Gingelom · Kasteel Grevenbroek · Kasteel Groenendaal (Waltwilder) · Kasteel Groot Peteren · Kasteel van Hamal · Kasteel van Henegauw · Kasteel Het Hamel · Kasteel Hoogveld · Kasteel Hulsberg · Kasteel Jonckholt · Kasteel Jongenbos · Kasteel Kaulille · Kasteel Keienheuvel · Kasteel Kewith · Kasteel Lagendal · Kasteel van Landwijk · Kasteel Leva · Kasteel Litzberg · Kasteel Magis · Kasteel Meeuwen-Gruitrode · Kasteel Meylandt · Kasteel Obbeek · Kasteel Ommerstein · Kasteel Peten · Kasteel Pietersheim · Kasteel Printhagen · Kasteel Quanonne · Kasteel Ridderborn · Kasteel Rodenpoel · Kasteel Rootsaert · Kasteel Rosmeulen · Kasteel Scherpenberg · Kasteel Sipernau · Kasteel Terhove · Kasteel Terkoest · Kasteel Terlaemen · Kasteel Ter Mottenhof · Kasteel Trockaert · Kasteel van 's Herenelderen · Kasteel van Betho · Kasteel van Binderveld · Kasteel van Blekkom · Kasteel van Bommershoven · Kasteel de Donnea · Kasteel van Gors · Kasteel van Halbeek · Kasteel van Hamont · Kasteel van Hasselbroek · Kasteel van Heers · Kasteel van Heks · Kasteel van Heurne · Kasteel van Hoepertingen · Kasteel van Kerkom · Kasteel van Kolmont · Kasteel van Loye · Kasteel van Melveren · Kasteel van Menten de Horne · Kasteel van Mombeek · Kasteel van Neerrepen · Kasteel van Nieuwenhoven · Kasteel van Nieuwerkerken · Kasteel van Nonnen-Mielen · Kasteel van Obsinnich · Kasteel van Opleeuw · Kasteel van Ordingen · Kasteel van Ottegraeven · Kasteel van Rijkel · Kasteel van Rooi · Kasteel van Rullingen · Kasteel van Schalkhoven · Kasteel van Sint-Pieters-Heurne · Kasteel van Stevoort · Kasteel van Terbiest · Kasteel van Teuven · Kasteel van Veulen · Kasteel van Wideux · Kasteel van Widooie · Kasteel van Wijer · Kasteel van Wimmertingen · Kasteel van Wurfeld · Kasteel Vilain XIIII · Kasteel Vogelsanck · Kasteel Zangerheide · Merodekasteel · Prinsenhof (Kuringen) · Rentmeesterij van Alden Biesen · Waterburcht (Millen) · Waterburcht van Meldert · Waterkasteel van Schoonbeek · Wijnkasteel Genoels-Elderen